# La Grand-Croix
Pour les articles homonymes, voir Grand-croix.
La Grand-Croix (ou La Grand'Croix) est une commune française située dans le département de la Loire en région Auvergne-Rhône-Alpes.

## Géographie
La Grand-Croix est située à 20 km de Saint-Étienne et dépend du canton de Rive de Gier depuis 2015.
Le territoire communal se trouve au-dessus du bassin houiller de la Loire.
La superficie de la commune est de 4,05 km2 ; son altitude varie de 274  à   427 mètres.
| Cellieu |                | Lorette             |
|         | La Grand-Croix |                     |
| L'Horme |                | Saint-Paul-en-Jarez |

### Climat
Pour des articles plus généraux, voir Climat d'Auvergne-Rhône-Alpes et Climat de la Loire.
En 2010, le climat de la commune est de type climat océanique dégradé des plaines du Centre et du Nord, selon une étude du Centre national de la recherche scientifique s'appuyant sur une série de données couvrant la période 1971-2000. En 2020, Météo-France publie une typologie des climats de la France métropolitaine dans laquelle la commune est exposée à un climat de montagne ou de marges de montagne et est dans la région climatique Nord-est du Massif Central, caractérisée par une pluviométrie annuelle de 800 à 1 200 mm, bien répartie dans l’année.
Pour la période 1971-2000, la température annuelle moyenne est de 11,1 °C, avec une amplitude thermique annuelle de 17,2 °C. Le cumul annuel moyen de précipitations est de 725 mm, avec 8,5 jours de précipitations en janvier et 6,1 jours en juillet. Pour la période 1991-2020, la température moyenne annuelle observée sur la station météorologique de Météo-France la plus proche, « St-chamond-p », sur la commune de Saint-Chamond à 5 km à vol d'oiseau, est de 12,5 °C et le cumul annuel moyen de précipitations est de 681,9 mm,. Pour l'avenir, les paramètres climatiques de la commune estimés pour 2050 selon différents scénarios d'émission de gaz à effet de serre sont consultables sur un site dédié publié par Météo-France en novembre 2022.
| Mois                                  | jan.          | fév.           | mars           | avril         | mai           | juin          | jui.         | août          | sep.        | oct.          | nov.          | déc.          | année      |
| ------------------------------------- | ------------- | -------------- | -------------- | ------------- | ------------- | ------------- | ------------ | ------------- | ----------- | ------------- | ------------- | ------------- | ---------- |
| Température minimale moyenne (°C)     | 0,7           | 0,7            | 3,5            | 6,6           | 10            | 13,8          | 15,9         | 15,1          | 12,2        | 9             | 4,5           | 1,2           | 7,8        |
| Température moyenne (°C)              | 3,9           | 4,6            | 8,2            | 11,9          | 15,3          | 19,5          | 21,9         | 21            | 17,5        | 13,3          | 8             | 4,5           | 12,5       |
| Température maximale moyenne (°C)     | 7,1           | 8,4            | 12,9           | 17,1          | 20,7          | 25,3          | 27,9         | 26,9          | 22,8        | 17,7          | 11,4          | 7,7           | 17,2       |
| Record de froid (°C) date du record   | −9,2 19.01.17 | −12,8 05.02.12 | −11,6 01.03.05 | −3,3 07.04.08 | 1,8 06.05.10  | 5,6 01.06.06  | 8,1 10.07.07 | 8 27.08.11    | 4 27.09.10  | −2,7 30.10.12 | −6,1 18.11.07 | −11 20.12.09  | −12,8 2012 |
| Record de chaleur (°C) date du record | 19 10.01.15   | 21,7 25.02.21  | 25,4 31.03.21  | 27,8 22.04.18 | 34,2 13.05.15 | 37,7 18.06.22 | 40 07.07.15  | 41,1 24.08.23 | 34 14.09.20 | 32 02.10.23   | 23,1 01.11.20 | 20,4 05.12.06 | 41,1 2023  |
| Précipitations (mm)                   | 38            | 34,4           | 38,2           | 55,5          | 66,7          | 71,3          | 70,4         | 66,7          | 53,5        | 69,3          | 75,4          | 42,5          | 681,9      |

## Urbanisme

### Typologie
Au 1er janvier 2024, La Grand-Croix est catégorisée centre urbain intermédiaire, selon la nouvelle grille communale de densité à sept niveaux définie par l'Insee en 2022.
Elle appartient à l'unité urbaine de Saint-Étienne, une agglomération inter-départementale regroupant 32  communes, dont elle est une commune de la banlieue,,. Par ailleurs la commune fait partie de l'aire d'attraction de Saint-Étienne, dont elle est une commune de la couronne,. Cette aire, qui regroupe 105 communes, est catégorisée dans les aires de 200 000 à moins de 700 000 habitants,.

### Occupation des sols
L'occupation des sols de la commune, telle qu'elle ressort de la base de données européenne d’occupation biophysique des sols Corine Land Cover (CLC), est marquée par l'importance des territoires artificialisés (66,8 % en 2018), en augmentation par rapport à 1990 (38,3 %). La répartition détaillée en 2018 est la suivante : 
zones industrielles ou commerciales et réseaux de communication (35,4 %), zones urbanisées (31,4 %), zones agricoles hétérogènes (16,4 %), forêts (15,6 %), cultures permanentes (1,2 %). L'évolution de l’occupation des sols de la commune et de ses infrastructures peut être observée sur les différentes représentations cartographiques du territoire : la carte de Cassini (XVIIIe siècle), la carte d'état-major (1820-1866) et les cartes ou photos aériennes de l'IGN pour la période actuelle (1950 à aujourd'hui).

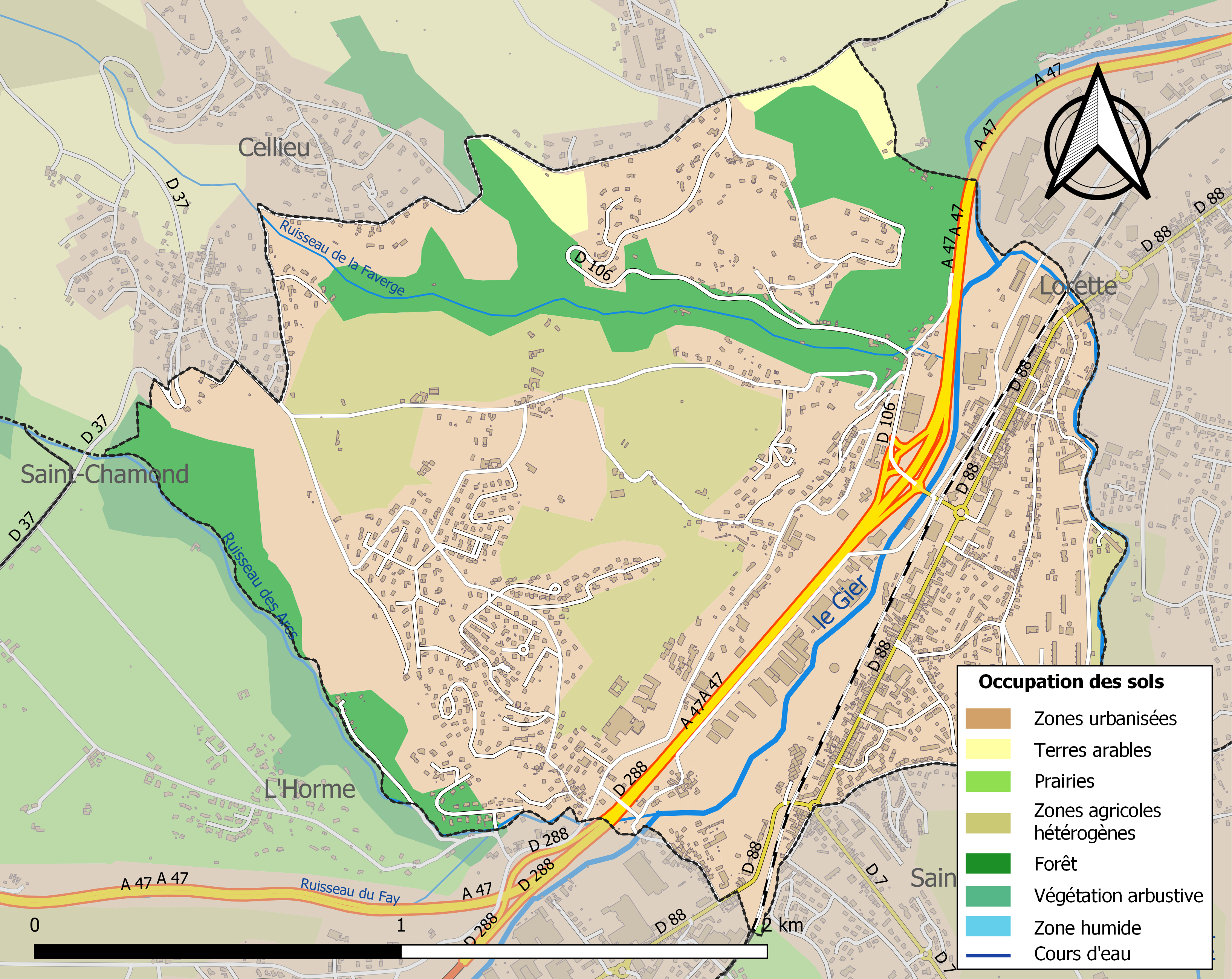
Carte des infrastructures et de l'occupation des sols de la commune en 2018 (CLC).

## Histoire
La Grand-Croix a été fondée le 9 mai 1860, sur des territoires détachés des communes de Cellieu et Saint-Paul-en-Jarez. Cette dernière commune avait déjà vu son territoire amputé par la création de la commune de Lorette en avril 1847.
La Grand-Croix doit son nom à une croix dont les vestiges ont été installés à proximité du nouvel Hôtel de Ville. Plusieurs puits de mine ont existé, exploités notamment par « la compagnie des mines de la Péronnière », puits aujourd’hui disparus.
L'église, construite sur des puits de mines, se fissura au fil du temps et fut détruite dans les années 1950... Son emplacement étant revenu dans le patrimoine communal, un terrain (entre le chemin de fer et la route...) d'une superficie équivalente à l'ancien emplacement, fut remis gratuitement au diocèse, pour lui permettre une extension du centre paroissial, sous la réserve de l'édification d'une nouvelle église. Cette dernière fut construite dans un style moderne, avec un superbe plafond en bois, au milieu les années 1960. En 2002, avec l'aide de professionnels, les enfants de la catéchèse publique et des écoles catholiques privées ont réalisé tous les vitraux de cette église qui en était dépourvue.

## Blasonnement
| Blason | Blasonnement : Écartelé : au 1er d’azur à la croix d’argent, au 2e d’or plain, au 3e de sable plain, au 4e de sinople à la fasce ondée d’argent. Commentaires : Création Maurice-Jean Philibert. Adopté le 18 octobre 1985. |

## Démographie
En 2022 , la commune comptait 4 951 habitants. L'évolution du nombre d'habitants est connue à travers les recensements de la population effectués dans la commune depuis 1793. Une réforme du mode de recensement permet à l'Insee de publier annuellement les populations légales des communes à partir de 2006. Pour Fraisses, commune de moins de 10 000 habitants, les recensements ont lieu tous les cinq ans, les populations légales intermédiaires sont quant à elles estimées par calcul. Les populations légales des années 2007, 2012, 2017 correspondent à des recensements exhaustifs.
| 1861  | 1866  | 1872  | 1876  | 1881  | 1886  | 1891  | 1896  | 1901  |
| ----- | ----- | ----- | ----- | ----- | ----- | ----- | ----- | ----- |
| 3 056 | 3 664 | 3 830 | 4 299 | 4 322 | 4 478 | 4 535 | 4 765 | 4 928 |

| 1906  | 1911  | 1921  | 1926  | 1931  | 1936  | 1946  | 1954  | 1962  |
| ----- | ----- | ----- | ----- | ----- | ----- | ----- | ----- | ----- |
| 4 824 | 4 878 | 5 049 | 4 858 | 4 711 | 3 946 | 4 141 | 4 549 | 5 040 |

| 1968  | 1975  | 1982  | 1990  | 1999  | 2006  | 2011  | 2016  | 2021  |
| ----- | ----- | ----- | ----- | ----- | ----- | ----- | ----- | ----- |
| 5 238 | 5 088 | 5 125 | 4 983 | 4 962 | 4 954 | 5 067 | 5 068 | 5 026 |

| 2022  | - | - | - | - | - | - | - | - |
| ----- | - | - | - | - | - | - | - | - |
| 4 951 | - | - | - | - | - | - | - | - |

## Culture et patrimoine

### Lieux et monuments
- Église de l'Immaculée-Conception de La Grand-Croix.

### Espaces verts et fleurissement
En 2014, la commune obtient le niveau « deux fleurs » au concours des villes et villages fleuris.

### Personnalités liées à la commune
- Gustave Malécot (1911-1998), mathématicien qui a notamment donné son nom à une formule permettant de calculer le coefficient de consanguinité d'un individu, né à La Grand-Croix.
- Paul Bony (1924-), prêtre, théologien, professeur d’exégèse et parolier de chants religieux, né à La Grand-Croix.
- André Chazalon (1924-2014), directeur d'entreprise, homme politique, maire de La Grand-Croix.
- Renée Peillon, institutrice dans la commune, résistante, morte pour la France. Une école de la commune porte son nom

## Jumelages
- Santa Cruz de la Zarza (Espagne) depuis 1993.